# ダンツホース
ダンツホース（1985年3月12日 - 不明）は、日本の競走馬。主な勝ち鞍に1988年の弥生賞。

## 経歴
- 特記事項なき場合、本節の出典はJBISサーチ[3]

### 3歳（1987年）
1987年8月29日、佐賀競馬場のアラ系3才（ダート900m）でデビュー。2着馬ニシノラツキーに6馬身差を付け勝利を収めた。9月6日には400m延長した1300mでの競馬で、4番人気に支持され2着と好走。続くアラ系3才にて5番人気という人気薄を跳ね除け1着入線。2着馬ダンツスタリヨンに4馬身差を付けての勝利となった。10月24日、11月3日の背振賞では掲示板入りこそするも勝利を逃した。特に11月3日の背振賞は1番人気を裏切っての4着入線となった。次戦ははがくれ賞tr。これまでの上川薫に乗り替わり三小田幸人が手綱を握った。先の凡走が響き9番人気と人気を落とすも5着に食い込んだ。12月13日のはがくれ賞では6番人気のカモイケタイガーを捉えきれず2着と惜敗。なおトライアル優勝馬で1番人気だったマルシゲツバメは3着だった。

### 4歳（1988年）
4歳シーズン初戦は1月10日のくすのき賞。1番人気こそキンコーツバサに譲るも、2着馬ハツコウチカラに3馬身差を付け勝利。その後は破竹の勢いでB級戦線を勝ち抜き、10戦5勝で迎えた弥生賞（現:九州弥生賞）。出走メンバーの中で唯一の重賞馬だったカモイケタイガーが圧倒的1番人気に推される中、2番人気に支持されたダンツホース。結果はダンツホースが1分56秒9で重賞初制覇。2着ははがくれ賞3着のマルシゲツバメ、1番人気に推されたカモイケタイガーは3着で決着した。4月16日にはB1級の玄海賞に出走、2番人気の3着と好走。続く4月29日の玄海賞でも1番人気の2着と、勝ち星こそ上げられなかったものの善戦を繰り広げた。5月も玄海賞に出走。しかし1番人気の5着とここでも勝ち抜くことはできなかった。約7ヶ月ぶりの実戦となった12月3日の玄海賞は7着と惨敗。続く12月17日の玄海賞でも7着と惨敗した。

### 5歳（1989年）
5歳シーズン初戦は1月2日の玄海賞。4番人気まで回復するも8着と大敗。以降は休養に入り、実戦に復帰したのは約11ヶ月後の12月16日。9番人気という最低人気をマークするも8着とビリは回避した。なおこのときの鞍上は主戦の上川薫ではなく間延夫だった。それ以降は長期間出走せず、1991年4月1日に地方競馬の登録を抹消された。現役を退いた後は種牡馬にはならず、消息不明になる。

## 血統表
| ダンツホースの血統                                 | ダンツホースの血統                           | ダンツホースの血統                           | （血統表の出典）                             | （血統表の出典） |
| 父系                                               | 不明                                         | 不明                                         | 不明                                         | [ § 2 ]          |
| 父 *ベナ Benat 1979 栗毛                           | 父の父Florestan II 1966                      | Jacinto                                      | アラ Sumeyr                                  | アラ Sumeyr      |
| 父 *ベナ Benat 1979 栗毛                           | 父の父Florestan II 1966                      | Jacinto                                      | Callista                                     |                  |
| 父 *ベナ Benat 1979 栗毛                           | 父の父Florestan II 1966                      | Florise III                                  | アラ Ourour                                  | アラ Ourour      |
| 父 *ベナ Benat 1979 栗毛                           | 父の父Florestan II 1966                      | Florise III                                  | Flore                                        |                  |
| 父 *ベナ Benat 1979 栗毛                           | 父の母Dona Jimena 1964                       | Nithard                                      | Kesbeth                                      | Kesbeth          |
| 父 *ベナ Benat 1979 栗毛                           | 父の母Dona Jimena 1964                       | Nithard                                      | Nitouche                                     |                  |
| 父 *ベナ Benat 1979 栗毛                           | 父の母Dona Jimena 1964                       | Farida IV                                    | サラ Elseneur                                | サラ Elseneur    |
| 父 *ベナ Benat 1979 栗毛                           | 父の母Dona Jimena 1964                       | Farida IV                                    | Lady Salmson                                 |                  |
| 母 サラ ダーリングヒカリ Daring Hikari 1980 黒鹿毛 | 母の父*ダーリングデイスプレイ 1969 青鹿毛    | Bold Lad                                     | Bold Ruler                                   | Bold Ruler       |
| 母 サラ ダーリングヒカリ Daring Hikari 1980 黒鹿毛 | 母の父*ダーリングデイスプレイ 1969 青鹿毛    | Bold Lad                                     | Barn Pride                                   |                  |
| 母 サラ ダーリングヒカリ Daring Hikari 1980 黒鹿毛 | 母の父*ダーリングデイスプレイ 1969 青鹿毛    | Royal Display                                | Right Royal                                  | Right Royal      |
| 母 サラ ダーリングヒカリ Daring Hikari 1980 黒鹿毛 | 母の父*ダーリングデイスプレイ 1969 青鹿毛    | Royal Display                                | Short Sentence                               |                  |
| 母 サラ ダーリングヒカリ Daring Hikari 1980 黒鹿毛 | 母の母*シンフルソング 1971 黒鹿毛            | Le Levanstell                                | Le Lavandou                                  | Le Lavandou      |
| 母 サラ ダーリングヒカリ Daring Hikari 1980 黒鹿毛 | 母の母*シンフルソング 1971 黒鹿毛            | Le Levanstell                                | Stella's Sister                              |                  |
| 母 サラ ダーリングヒカリ Daring Hikari 1980 黒鹿毛 | 母の母*シンフルソング 1971 黒鹿毛            | Sinful                                       | Grey Sovereign                               | Grey Sovereign   |
| 母 サラ ダーリングヒカリ Daring Hikari 1980 黒鹿毛 | 母の母*シンフルソング 1971 黒鹿毛            | Sinful                                       | Satan's Slide                                |                  |
| 母系(F-No.)                                        | シンフルソング(IRE)系(FN:14-c)               | シンフルソング(IRE)系(FN:14-c)               | シンフルソング(IRE)系(FN:14-c)               | [ § 3 ]          |
| 5代内の近親交配                                    | Callista・Farida IV：S4×S3、Nasrullah：M5×M5 | Callista・Farida IV：S4×S3、Nasrullah：M5×M5 | Callista・Farida IV：S4×S3、Nasrullah：M5×M5 | [ § 4 ]          |
| 出典                                               | 1. 2. 3. 4.                                  | 1. 2. 3. 4.                                  | 1. 2. 3. 4.                                  | 1. 2. 3. 4.      |

- 父の母Dona Jimenaの全兄はエルシド。
- 主な近親にLady Sybil（チヴァリーパークS、ラウスS、サクサムS）、Sybil's Nephew（ディーS、BENTINCK S、MANCHESTER C、NEWMARKET ST. LEGER）。